# (33671) 1999 JV98
1999 JV98 (asteroide 33671) é um asteroide da cintura principal. Possui uma excentricidade de 0.17640650 e uma inclinação de 10.16798º.
Este asteroide foi descoberto no dia 12 de maio de 1999 por LINEAR em Socorro.